# Черник (Болгарія)
Черни́к (болг. Черник) — село в Силістринській області Болгарії. Входить до складу общини Дулово.

## Населення
За даними перепису населення 2011 року у селі проживали 2343 особи.
Національний склад населення села:
| Національність   | Кількість осіб | Відсоток |
| ---------------- | -------------- | -------- |
| турки            | 2007           | 92,5%    |
| болгари          | 95             | 4,4%     |
| цигани           | 58             | 2,7%     |
| інша             | 0              | 0%       |
| не визначились   | 10             | 0,5%     |
| Всього відповіли | 2170           |          |

Розподіл населення за віком у 2011 році:
Динаміка населення: